# دسترسی به بسته‌های پرسرعت

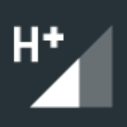

دسترسی به بسته‌های پرسرعت High Speed Packet Access (HSPA) ترکیبی از دو پروتکل تلفن همراه، دسترسی سریع به بسته پایین دستی (HSDPA) و دسترسی سریع به بسته بالادستی(HSPUA) است که عملکرد شبکه‌های ارتباطی موبایل 3G موجود که از پروتکل‌های WCDMA استفاده می‌کند را گسترش داده و بهبود می‌بخشد. استاندارد 3GPP پیشرفته تر، با دسترسی سریع به بسته‌های پر سرعت تکامل یافته (همچنین به عنوان +HSPA نیز شناخته شده‌است)، اواخر سال ۲۰۰۸ با آغاز تصویب جهانی در سال ۲۰۱۰ منتشر شد. استاندارد جدید اجازه می‌دهد تا نرخ بیت به حداکثر ۳۳۷ مگابیت در ثانیه در پایین دست و ۳۴ مگابیت در ثانیه در بالادست برسد. با این حال، این سرعت‌ها به ندرت در عمل به دست می‌آیند.

## بررسی کلی
اولین مشخصه HSPA از افزایش داده‌های اوج حداکثر تا ۱۴ مگابیت در ثانیه در اتصال پایین دست و ۵٫۷۶ مگابیت در ثانیه در اتصال بالادست پشتیبانی می‌کند. همچنین باعث کاهش زمان تأخیر می‌شود و تا پنج برابر ظرفیت سیستم در اتصال پایین دست و حداکثر دو برابر ظرفیت سیستم در اتصال بالایی در مقایسه با پروتکل اصلی WCDMA ارائه می‌شود.

## HSUPA
دسترسی سریع بسته پایین دست (HSUPA) یک پروتکل تلفن همراه 3G در خانواده HSPA است. این فناوری دومین گام مهم در فرایند تکامل UMTS بود. در 3GPP نسخه ۶ مشخص شده و استاندارد شده‌است تا سرعت داده‌های بالادست را به ۵٫۷۶ مگابیت در ثانیه برساند، ظرفیت را افزایش داده و تأخیر را کاهش دهد. همراه با پیشرفت‌های اضافه شده، این امکان را برای تعدادی از برنامه‌های جدید از جمله VoIP، آپلود تصاویر و ارسال پیام‌های الکترونیکی بزرگ ایجاد می‌کند. HSUPA توسط فناوریهای جدیدتری که باعث افزایش نرخ انتقال می‌شوند، جایگزین شده‌است. LTE حداکثر ۳۰۰ مگابیت در ثانیه برای اتصال پایین دست و ۷۵ مگابیت در ثانیه برای اتصال به اینترنت را فراهم می‌کند. تکامل آن LTE Advanced حداکثر نرخ اتصال پایین دست ۱گیگابیت بر ثانیه را پشتیبانی می‌کند.

## +HSPA
HSPA تکامل یافته (همچنین به عنوان HSPA+ ,Evolution HSPA نیز شناخته می‌شود) یک استاندارد پهن باند بی‌سیم است که در نسخه 3GPP ۷ از مشخصات WCDMA تعریف شده‌است. این تعریف را برای تعاریف HSPA موجود فراهم می‌کند و به همین دلیل با تمام نسخه‌های قبلی نسخه اصلی ۹۹ نسخه WCDMA سازگاری عقبرو دارد. HSPA تکامل یافته سرعت داده‌ها را بین ۴۲٫۲ و ۵۶ مگابیت در ثانیه در اتصال پایین دست و ۲۲ مگابیت در ثانیه در اتصال بالادست (در هر حامل ۵ مگاهرتز) با ورودی‌های متعدد، چندین خروجی (2x2 MIMO) و مدولاسیون مرتبه بالاتر (64 QAM) فراهم می‌کند. با استفاده از فناوری Dual Cell می‌توان این موارد را دو برابر کرد. از سال ۲۰۱۱، +HSPA در بین اپراتورهای WCDMA با نزدیک به ۲۰۰ تعهد به‌طور گسترده‌ای توسعه داده شده‌است.